# Шабан Сејдиу
Шабан Сејдиу (Блаце, Скопље, 6. мај 1959) бивши је југословенски рвач, освајач две бронзане медаље на Олимпијским играма.

## Биографија
Рођен је 6. маја 1959. године у месту Блаце општина Чучер-Сандево која припада Скопском региону. Сејдиу је албанског порекла. Био је члан Скопског рвачког клуба, а тренирао га је истакнути тренер Ристо Таков.
Сејдиу се такмичио на неколико Летњих олимпијских игара: 1976, 1980, 1984. и на Летњим олимпијским играма 1988. Освојио је бронзане медаље на Олимпијади у Москви и у Лос Анђелесу.
Такмичио се на Светском првенству у рвању 1977. у Лозани и у Скопљу 1981. године, а на оба је освојио сребрне медаље. Совјетски рвач и освајач златних олимпијских и светских медаља, Сајпула Абсајидов, зауставио га је у оба наврата на Олимпијским играма у Москви и Светском првенству у рвању 1981. године.
Добитник је награде „златна значка“ дневног листа Спорт за најбољег спортисту Југославије 1977. године. Његова кћерка Алтуна Сејдиу је певачица, познатија под уметничким именом Туна.